# Helmut Bode (Autor)
Helmut Bode (* 21. Oktober 1910 in Kronberg im Taunus; † 20. Juli 1988 ebenda) war ein deutscher Buchhändler, Übersetzer und Buchautor u. a. auf dem Gebiet der Regionalgeschichte des Hintertaunus. In einer offiziellen Würdigung durch seine Heimatstadt heißt es: „Seinem Wirken wurde die zunehmende Beschäftigung der Kronberger mit ihrer Geschichte zugeschrieben.“

## Leben
Helmut Bode wuchs als Sohn eines Steinmetzen auf und besuchte bis zum Abitur die Liebigschule in Frankfurt-Bockenheim. Danach absolvierte er eine Buchhändlerlehre und arbeitete bis 1939 als Buchhändler. Kurz nach Beginn des Zweiten Weltkriegs wurde er zur Wehrmacht eingezogen und – da er in den 1930er-Jahren das Dolmetscherexamen in Englisch und Französisch erworben hatte – nach der Besetzung Frankreichs dort als Soldat im Bereich Spionageabwehr eingesetzt. 1944 wurde er durch eine Bombenexplosion lebensgefährlich verletzt, weswegen er nach Kriegsende infolge eines Hüftschadens seinen Beruf als Buchhändler nicht mehr ausüben konnte.
Nach 1945 verfasste er zunächst für den Wiesbadener Kurier und für einige literarische Zeitschriften Feuilletons und andere Texte, von 1951 bis 1981 war er schließlich Redakteur der Bücherzeitschrift Bücherschiff. Zudem besorgte er für die 1952 in der Winkler-Dünndruckbibliothek erschienene Ausgabe von Boccaccios Decamerone die Durchsicht der Übersetzung von Karl Witte aus den 1840er-Jahren; 2005 wurde diese Ausgabe neu aufgelegt in der Reihe „WWL Winkler Weltliteratur“ im Artemis & Winkler Verlag. Ab den 1980er-Jahren widmete Bode sich zunehmend der Regionalgeschichte seiner Heimatregion und verfasste als Autor, Co-Autor und Herausgeber zahlreiche Schriften zu lokalpolitischen und literarischen Themen.
Helmut Bode war seit 1934 mit seiner Frau Inge verheiratet. Das Paar hatte einen Sohn.
1980 wurde er zum Ehrenbürger von Kronberg im Taunus ernannt.

## Schriften (Auswahl)
- Hermann Hesse: Variationen über einen Lieblingsdichter. Barbier, Schmitten 1948.
- Zwischen Main und grünen Taunusbergen. Verlag Waldemar Kramer, Frankfurt am Main 1953.
- Der Taunus. Langewiesche-Bücherei, Königstein im Taunus 1957.
- Tom und Teddy. Erlebnisse und Abenteuer mit einem kleinen Terrier. Freundeskreis der Quelle-Bücherfreunde, Fürth 1960.
- Freundschaft mit Büchern. Bertelsmann, Gütersloh 1962.
- mit Erich Geiss: Hundert Jahre Kronberger Eisenbahn: 1874 – 1974. Stadtverwaltung Kronberg im Taunus, Kronberg 1974.
- Frankfurter Märchenschatz. Verlag Waldemar Kramer, Frankfurt am Main 1979, ISBN 978-3-7829-0225-0.
- mit Klaus Meier-Ude: Taunus-Landschaften. Verlag Waldemar Kramer, Frankfurt am Main 1980, ISBN 978-3-7829-0230-4.
- Kronberg im Taunus. Verlag Waldemar Kramer, Frankfurt am Main 1980, ISBN 978-3-7829-0228-1.
- mit August Wiederspahn: Die Kronberger Malerkolonie. Ein Beitrag zur Frankfurter Kunstgeschichte des 19. Jahrhunderts. Verlag Waldemar Kramer, 3. wesentlich erweiterte Auflage, Frankfurt am Main 1982, ISBN 978-3-7829-0183-3.
- Oberhöchstadt in zwölf Jahrhunderten. Verlag Waldemar Kramer, Frankfurt am Main 1982, ISBN 978-3-7829-0263-2.
- mit Günter Romann: Kronberg im Taunus. Bildnis einer Stadt. Verlag Waldemar Kramer, 2. erweiterte Auflage, Frankfurt am Main 1982, ISBN 978-3-7829-0253-3.
- Johann Ludwig Christ: Pfarrer, Naturforscher, Ökonom, Bienenzüchter u. Pomologe; 1739–1813 […]. Verlag Waldemar Kramer, Frankfurt am Main 1984, ISBN 978-3-7829-0291-5.
- Königstein im Taunus. Mit Falkenstein, Schneidhain, Mammolshain und dem Rettershof. Verlag Waldemar Kramer, 2. erweiterte Auflage, Frankfurt am Main 1985, ISBN 978-3-7829-0295-3.
- Das Feldberg-Buch. Verlag Waldemar Kramer, Frankfurt am Main 1985, ISBN 978-3-7829-0303-5.
- Frankfurter Sagenschatz. Verlag Waldemar Kramer, Frankfurt am Main, zweite Auflage 1986, ISBN 978-3-7829-0209-0.
- Taunus-Sagenschatz. Verlag Waldemar Kramer, Frankfurt am Main 1986, ISBN 978-3-7829-0325-7.
- Hartmut XII. von Cronberg, Reichsritter der Reformationszeit. Verlag Waldemar Kramer, Frankfurt am Main 1987, ISBN 978-3-7829-0356-1.
- Kronberg im Spiegel der Jahrhunderte. Verlag Waldemar Kramer, Frankfurt am Main 1990, ISBN 978-3-7829-0401-8.